# The Blanks
The Blanks — музыкальная группа, исполняющая песни Капелла.
Участники группы: Сэм Ллойд, Джордж Мисерлис, Паул Ф. Перри и Филип МакНивен.
Группа сделала ряд каверов на саундтреки из фильмов, сериалов и мультфильмов,  джинглов.
Участники группы в полном составе играли в сериале Клиника (англ. Scrubs). В сериале они — «группа Теда», состоящая из сотрудников разных департаментов Клиники.
Наиболее популярным исполнением группы стал их кавер песни Over the Rainbow.
В 2004 году группа выпустила альбом Riding The Wave, состоящий из 34 треков. Между треками с песнями вставлены треки с разговорами членов группы и участников сериала Клиника.